# Nicolaus Hertzelin
Nicolaus Hertzelin, född 2 maj 1747 i Ingatorps församling, Jönköpings län, död 19 december 1793 i Marbäcks församling, Jönköpings län, var en svensk präst.

## Biografi
Nicolaus Hertzelin föddes 1747 på Hertztorp i Ingatorps församling. Han var son till en bonde. Hertzelin blev 1769 student vid Uppsala universitet och prästvigdes 1773. Han blev pastorsadjunkt i Norra Vi församling. År 1769 blev han komminister i Tirserums församling och 1789 kyrkoherde i Marbäcks församling. Hertzelin avled 1793 i Marbäcks församling.

### Familj
Hertzelin gifte sig 1783 med Anna Sara Sturlin. Hon var dotter till kyrkoherden Henrik Sturlin och Margareta Ranzoch i Horns församling.